# Les Dissonances
Pour les articles homonymes, voir Dissonance.
Les Dissonances est un orchestre européen de musique classique créé en 2004 par le violoniste David Grimal. 
Il rassemble des musiciens français et européens : solistes, musiciens d’orchestres et jeunes musiciens.
Les Dissonances sont en résidence à l'Opéra de Dijon depuis 2008.

## Présentation
L’ensemble a été créé à l'initiative de David Grimal et Éric Garandeau en 2004.
L'orchestre interprète les œuvres du répertoire symphonique sans chef d'orchestre. À géométrie variable, il dispose d’une grande liberté d'interprétation. Les Dissonances adoptent un fonctionnement inspiré de la musique de chambre et des principes du management horizontal.
Son répertoire comprend des œuvres du répertoire classique (Mozart, Beethoven, Schubert, Brahms, Vivaldi) et s'étend jusqu'au répertoire moderne et contemporain (Schoenberg, Dutilleux, Ligeti...). 
Après avoir joué les symphonies de Beethoven entre 2010 et 2013 et de Brahms entre 2013 et 2015,  La Mer de Debussy, la Symphonie no 5 de Chostakovitch et la Symphonie no 4 de Tchaïkovski furent joués pour la saison 2015-2016. En 2016-2017, Les Dissonances jouèrent la deuxième suite de Daphnis et Chloé de Ravel, la Symphonie no 7 de Bruckner, le Concerto pour orchestre de Bartók.
Le quatuor Les Dissonances se compose de David Grimal (violon), Hans Peter Hofmann (violon), David Gaillard (alto), Xavier Phillips (violoncelle).
Les Dissonances travaillent aussi sur des projets éducatifs comme des concerts éducatifs, des répétitions publiques et des ateliers P’titssonances en milieu scolaire, afin de sensibiliser et faire découvrir aux plus jeunes la musique classique.

## L'Autre Saison
En 2010, Les Dissonances ont créé l'Autre Saison, une saison artistique pour les sans-abri. Une fois par mois, des artistes sont invités à se produire gratuitement en l'église Saint-Leu - Saint-Gilles à Paris. Les fonds récoltés lors des soirées sont reversés à l'association Les Margéniaux qui finance des projets de réinsertion d'urgence ou de moyen terme proposés par les acteurs sociaux.

## Résidence et soutiens
Les Dissonances sont en résidence à l’Opéra de Dijon. Les Dissonances sont subventionnées par le ministère de la Culture et de la Communication. Elles accompagnent le projet musical de la ville du Havre. Avec le soutien de Mécénat Musical Société Générale. Les Dissonances reçoivent le soutien de la Karolina Blaberg Stiftung (« Fondation Karolina Blaberg »), du Domaine Jacques-Frédéric Mugnier Chambolle-Musigny et de Boury Tallon Associés.

## Discographie
Depuis 2013, Les Dissonances publient leurs enregistrements sous leur propre label Dissonances Records. 
- Métamorphoses de Schoenberg et Strauss, Naïve, 2007
- Concerto pour violon et Symphonie no 7 de Beethoven, Aparté, 2010
- Les Quatre Saisons de Vivaldi et Piazzolla, Aparté, 2011
- Symphonie no 5 de Beethoven, Aparté, 2011
- Concerto pour violon et Symphonie no 4 de Brahms, Dissonances Records, 2014
- The 5 Violin concertos de Mozart, Dissonances Records, février 2015
- Bartok, Bernstein, Shostakovich, Schnittke, Schoenberg, Dissonances Records, janvier 2016
- Beethoven, Mozart, Schubert, Dissonances Records, janvier 2016
- Shostakovich, Dissonances Records, octobre 2016